# Johann von Herbeck
Johann Ritter von Herbeck (25 de dezembro de 1831 - 28 de outubro de 1877) foi um compositor e maestro austríaco, nascido em Viena, mais conhecido como o maestro que conduziu a estreia da Sinfonia Inacabada de Franz Schubert.
Herbeck foi praticamente um músico autoeducado, mas pelo seu trabalho árduo, ele rapidamente passou de corista para professor no Conservatório de Viena. De 1859 até 1870 e novamente entre 1873 até 1877 ele conduziu os concertos no Gesellschaft der Musikfreunde, onde sob sua liderança enérgica, ele tornou-se de primeira pessoa. Em 1866 ele fez sua estréia como chefe da corte e de 1871 até 1875 foi o diretor da Ópera Imperial. Foi um grande apoiador das músicas de Franz Schubert, e conduziu a estréia da Sinfonia Inacabada dele, em 1865. Em 1867 ele conduziu os três primeiros movimentros do Requiem Alemão de Brahms. Ele também conduziu a estreia vienense de Die Meistersinger von Nürnberg]] de Richard Wagner. Ele foi um dos responsáveis pelo sucesso de Anton Bruckner em Viena e foi um de seus apoiadores mais ardentes. Hector Berlioz o descreveu como o melhor maestro.
Herbeck escreveu muitas músicas excelentes e algumas músicas orquestrais. Sua música orquestra inclí Tanz-Momente, Künstlerfahrt, Variações Sinfînicas e múitas sinfonias. Ele escreveu também um Quarteto de Cordas.